# 포틀랜드 엑스퍼지션 빌딩
포틀랜드 엑스퍼지션 빌딩(영어: Portland Exposition Building)는 미국 메인주 포틀랜드에 위치한 실내 경기장이다. G 리그 메인 셀틱스의 홈경기장으로 사용되고 있다. 

## 같이 보기
- 크로스 인슈어런스 아레나